# Sunbeam (motorfiets)
Sunbeam is een Brits motorfietsmerk, geproduceerd door het gelijknamige bedrijf.

## Bedrijfsnamen
In de loop der jaren wisselde de fietsen- en motorfietsentak van Sunbeam, net als veel andere merken, regelmatig van eigenaar:
- 1859-1887: John Marston, Paul Street, Wolverhampton - eigenaar: John Marston (fietsen)
- 1898-1902: Villiers Cycle Components - eigenaar: John Martson (fietsonderdelen)
- 1887-1919: John Marston Ltd, Sunbeamland, Wolverhampton - eigenaar: John Marston (fietsen en motorfietsen)
- 1919-1926: John Marston Ltd, Sunbeamland, Wolverhampton - eigenaar: Nobel Industries Ltd (fietsen en motorfietsen)
- 1926-1937: John Marston Ltd, Sunbeamland, Wolverhampton - eigenaar: Imperial Chemical Industries (fietsen en motorfietsen)
- 1937-1943: Sunbeam Bicycles Ltd, Woolwich - eigenaar: Associated Motor Cycles (fietsen)
- 1937-1943: Sunbeam Motor Cycles Ltd, Woolwich - eigenaar: Associated Motor Cycles (motorfietsen)
- 1943-1964: Sunbeam Bicycles Ltd, Woolwich - eigenaar: BSA groep (fietsen)
- 1943-1964: Sunbeam Motor Cycles Ltd, Woolwich - eigenaar: BSA groep (motorfietsen)

## Voorgeschiedenis
Sunbeam kwam voort uit de vertinnerij en "Japanware" fabriek van John Marston, die hij al in 1859 had opgericht. Japanware was lakwerk van verschillende, vaak huishoudelijke artikelen, die voorzien werden van een donkere onderlaag en vele kleurrijke motieven. Het was voortgekomen uit het Japans lakwerk en in de 18e eeuw populair geworden in Engeland. John Marston was een perfectionist. Hij eiste volledige inzet van zijn werknemers, en alleen de hoogste kwaliteit was goed genoeg. Marstons fabriek was uiteindelijk de grootste producent van Japanware in Engeland, maar rond 1885 begon de populariteit van het product te dalen. De hele Marston-familie bestond uit enthousiaste fietsers, die vaak grote tochten ondernamen, waarbij de heren fietsen en driewielers bereden en de dames in rijtuigen volgden. John Marston zelf werd door zijn zoon Charles beschreven als een "Champion Tricyclist".

## Geschiedenis

### Jaren tachtig van de 19e eeuw

#### Sunbeam fietsen
Het was dan ook niet verwonderlijk dat het bedrijf overschakelde op de productie van fietsen, die voorzien werden van de "japanning" laktechniek. In 1887 bouwde William Newill, een voorman uit de fabriek, een speciale fiets voor John met een kort en laag frame, omdat John nogal korte benen had. Deze was zwart/goud gelakt en waarschijnlijk gaf deze fiets de doorslag voor John om de productie op te starten. Het verhaal gaat dat Johns vrouw Ellen de zon in de glanzende lak zag weerspiegelen en zo de naam "The Sunbeam" bedacht. Deze naam werd in 1888 geregistreerd. In hetzelfde jaar werd de fabriek in Paul Street in Wolverhampton omgedoopt tot "Sunbeamland". Newill werd partner in het bedrijf. Marston wilde aanvankelijk alleen driewielers produceren, maar de uitvinding van John Starleys veiligheidsfiets maakte deze tot een grote rage, waardoor hij op zijn plan terugkwam en "gewone" fietsen ging produceren.

### Jaren negentig van de 19e eeuw

#### Sunbeam auto's
In de late jaren negentig overtuigde John Marstons rechterhand Thomas Cureton Marston ervan dat de productie van automobielen winstgevend zou kunnen zijn. Voor het hoofdartikel hierover zie Sunbeam (auto).

### Jaren nul

#### Eerste motorfietsen en radiateurs
In 1903 en 1904 vonden de eerste experimenten met gemotoriseerde fietsen plaats. Waarschijnlijk gebeurde dit door Motosacoche motoren in Sunbeam fietsframes te monteren. In 1903 patenteerde James Morgan, een werknemer van Sunbeam, zijn "Little Oil Bath", een gesloten oliebadkettingkast waarin de ketting in een oliebad liep. Waarschijnlijk was deze oliebadkast de reden dat Sunbeam - met uitzondering van enkele machines voor het Franse leger - nooit motorfietsen met riemaandrijving produceerde. John Marston was waarschijnlijk geen groot voorstander van deze gemotoriseerde fietsen, en toen een werknemer met een van de prototypes verongelukte verbood hij de verdere ontwikkeling ervan. In 1906 begon Marston naast fietsen ook radiateurs voor auto's te produceren.

### Jaren tien
In de jaren tien vonden juist in Wolverhampton grote ontwikkelingen op motorfietsgebied plaats, vooral door de gebroeders Stevens in hun fabriek in Retreat Street, vlak bij Sunbeamland. Zij waren druk bezig hun inbouwmotoren te produceren en leverden deze aan merken als Clyno en Wearwell. Zelfs de gebroeders Werner, patenthouders van de in het frame gebouwde motor, gebruikten inmiddels Stevens inbouwmotoren. John Marston zag in dat er wel degelijk toekomst zat in de gemotoriseerde tweewielers en gaf John Greenwood, die al voor Rover en JAP had gewerkt, rond 1911 opdracht een Sunbeam motorfiets te ontwikkelen. Het bedrijfje van de gebroeders Stevens was eigenlijk te klein en geld voor nieuwe investeringen was altijd welkom. Daarom liet Harry Stevens zich door Greenwood inhuren om aan de eerste Sunbeam mee te werken.

#### 2¾ HP
Harry Stevens bouwde een 349 cc 2¾ pk eencilinder zijklepmotor met twee versnellingen. John Greenwood bracht kleine modificaties aan, waaronder de toepassing van de gepatenteerde oliebadkast en in 1912 ging de machine in productie. Ze werd verkocht als "The Gentleman's Motorcycle", een naam die de hoge kwaliteitsstandaard moest benadrukken. In 1913 werden kleine wijzigingen aangebracht, zoals de zwart/gouden lak die nog uit het "Japanning" tijdperk stamde en die het merk nog lang zou toepassen.

#### 6 HP en 3½ HP
In juni 1913 verscheen een tweede model, dat werd aangedreven door een 771 cc 6 pk JAP V-twin. In september volgde een model dat uiterlijk gelijk was aan de 2¾ pk, maar 499 cc mat en 3½ pk leverde. Deze 3½ HP zou wellicht de beroemdste Sunbeam worden. Ook deze machine werd verkocht als "The Gentleman's Motorcycle", maar kreeg al snel een tweede bijnaam: "Rolls Royce of Singles". In 1913 legde het bedrijf zich al op bescheiden schaal toe op de motorsport, waarbij werknemers als John Greenwood, Tommy de la Hay en de later bekende coureur Howard R. Davies diverse medailles wonnen. Ook privérijders zetten Sunbeam machines in en in de zomer van 1913 werden drie bergen "beklommen": Snowdon in juni, Ben Nevis in juli en de berg Tosari op Java in het najaar.

#### Gloria zijspancombinaties
In de jaren tien werden motorfietsen vaak gepresenteerd als zijspantrekker. Clyno en AJS en produceerden ze al volop.
Sunbeam bleef niet achter en liet vanaf 1914 zijspannen produceren bij Gloria. Ze werden verkocht als "Sunbeam Gloria 1" en "Sunbeam Gloria 2". Gloria 1 werd aan de 3½ HP gemonteerd, en Gloria 2 aan de 6 HP. In dat jaar werden deze motorfietsen ook weer licht gemodificeerd. Tommy de la Hay en John Greenwood wonnen met de 6 HP machines gouden medailles in de "Midland Reliability Trial", een betrouwbaarheidsrit. Charlie Nokes, Joe Dudley en Vernon Dudley wonnen prijzen met de 3½ HP motorfietsen. Howard R. Davies werd gedeeld tweede in de Senior TT, waar Sunbeam ook de teamprijs won.

#### 3½ HP en 6 HP militaire motorfietsen
Bij het uitbreken van de Eerste Wereldoorlog kreeg Sunbeam net als andere merken opdrachten van het War Office. De 3½ HP en de 6 HP werden aanvankelijk in khaki gespoten, maar kregen als verwijzing naar de bedrijfskleuren zwarte biezen met de merknaam in gouden letters. Voor het Franse leger werden enkele 3½ HP machines geproduceerd, de enige Sunbeams die ooit met riemaandrijving gebouwd werden. Toen vanaf 1915 de JAP motoren schaars werden omdat ook dit bedrijf oorlogsproductie draaide, werd een AKD 795 cc V-twin die eveneens 6 pk leverde ingebouwd. Net als AJS, BSA en Norton leverde ook Sunbeam legermotoren aan het Russische leger, maar Sunbeams werden ook door Italië aangeschaft.

#### Number 1 en Number 2 zijspannen
Rond 1915 trok Charles Hayward in een klein deel van de Sunbeamland fabriek en begon daar met de productie van zijspannen. Vanaf dat moment werden ook de Sunbeam motorfietsen van deze zijspannen voorzien. De nummering werd niet gewijzigd, maar uiteraard verviel wel de naam "Gloria".

#### 4 HP
In 1915 ging Sunbeam, ondanks de oorlogsinspanningen, door met de populaire heuvelklimwedstrijden. George Dance, later bekend door zijn "Dance knee grips", won met een nieuw ontwikkelde 4 HP de "Style Cop hill climb".

#### 8 HP
De 8 HP was een zijspancombinatie die speciaal voor het Russische leger werd ontwikkeld. Deze zware machine had een gepantserd zijspan waarop een machinegeweer was gemonteerd en ze werd aangedreven door een 996 cc MAG V-twin. Er was een grote brandstoftank met drie compartimenten gemonteerd. Het zijspan werd ook als "ambulance" uitgevoerd en er was zelfs een dubbeldekker versie. De 4 HP én de 3½ HP werden in verbeterde versie aan het Franse leger geleverd, opnieuw met de riemaandrijving die kennelijk de voorkeur van de Fransen genoot.

#### Radiateurs
Op 3 november 1916 verbood het "Ministry of Munitions" de productie van civiele voertuigen, waardoor Sunbeam uitsluitend afhankelijk werd van militaire opdrachten. Om werk te behouden schakelde men daarom gedeeltelijk over op de productie van radiateurs voor auto's en vliegtuigen, waaraan grote behoefte bestond. Vanaf 1918 kwamen er weer JAP motoren beschikbaar, waardoor de 8 HP MAG motorblokken weer vervangen werden. Daardoor kregen de militaire zijspancombinaties 10 cm meer bodemvrijheid. De gepantserde 8 HP versies met machinegeweer bleken niet succesvol in het gevecht en de contracten voor deze machines werden beëindigd.

#### (Familie)tragedies
Voor de Marston familie werd 1918 een rampjaar. Roland Marston, derde zoon van John en Ellen en beoogd opvolger van zijn vader, overleed vroeg in het jaar. John Marston kwam deze klap niet te boven en overleed daags na de begrafenis. Zes weken later overleed ook moeder Ellen. Ook voor veel werknemers van Sunbeam was 1918 geen gelukkig jaar. Vooral zij die als soldaat gevochten hadden en terugkeerden na de wapenstilstand van november 1918 konden voorlopig niet aan het werk, omdat hun plaatsen intussen bezet waren en de productie terugliep omdat alle militaire contracten onmiddellijk werden beëindigd.

#### Nobel Industries Ltd.
John Marston's oudste zoon Charles had al in 1898 zijn eigen bedrijf Villiers opgezet en dit bedrijf groeide snel. Hij verkocht John Marston Ltd. aan een consortium van munitieproducenten die goed aan de oorlog verdiend hadden en een goede investering voor het verdiende kapitaal zochten. Thomas Cureton, voormalig rechterhand van John Marston, werd voorzitter van de raad van bestuur, maar overleed na korte tijd en werd vervangen door Sidney Bowers. In 1919 werd het consortium overgenomen door Nobel Industries Ltd.

#### 3½ HP Sporting Model en Standard Model
De civiele productie werd weer opgestart met modellen uit de catalogus van 1916 en nieuwe "burger" versies van de oorlogsmodellen 3½ HP, 4 HP en 8 HP. Er verscheen ook een nieuw 3½ HP "Sporting Model" dat vrijwel identiek was aan de 3½ HP oorlogsmachine. Er kwam ook een 3½ HP Standard Model, voor dezelfde prijs. De 8 HP JAP werd uiteraard als zijspantrekker geïntroduceerd. Na de oorlog was de inflatie tamelijk hoog, waardoor de machines snel duurder werden. Desondanks waren Sunbeam motorfietsen populair en verkochten ze goed. De 3½ HP modellen kostten in 1919 95 Guineas, in 1921 echter al 171 guineas, voor veel mensen een jaarsalaris.

### Jaren twintig
De jaren twintig zouden voor het merk Sunbeam bekend worden als de "Golden Years". De motorfietsen stonden kwalitatief op een hoog peil, en hoewel ze aanvankelijk zeer duur waren, werden ze toch zeer gewild. In 1920 ontwikkelde Sunbeam een aantal nieuwe modellen, waarbij vooral de bladgeveerde voorvorken opvielen, die lange tijd typerend voor de Sunbeam motorfietsen zouden zijn. De 3½ HP kreeg trommelremmen en grotere koelribben. De wielen werden uitwisselbaar, wat vooral interessant was voor zijspanrijders, die een reservewiel konden meenemen. Het wedstrijdteam won voor het eerst de TT van Man: Tommy de la Hay won de Senior TT. W.R. Brown werd derde en George Dance reed de snelste ronde.

#### 3½ HP Semi-Sporting en Sporting Solo Sunbeam T.T.
In 1921 bleef de 3½ HP Standard in productie, maar er verschenen twee andere versies: de 3½ HP Semi-Sporting en, voortbordurend op het TT-succes, het Sporting Solo Sunbeam T.T. Model. De prijzen bereikten een recordhoogte, maar begonnen te dalen toen overtollig geworden "oorlogsmachines" voor het publiek beschikbaar kwamen. Het Ministerie van Oorlog deed hiermee de fabrikanten concurrentie aan, want deze koopjes veroorzaakten overproductie. George Dance reed een aantal recordruns op het Brooklands circuit. Dit circuit was daar door zijn kombochten uitermate geschikt voor. Met een 350cc-machine haalde Dance 82,25 mph (132,4 km/h) op de vliegende kilometer en 82,19 mph (132,3 km/h) op de vliegende mijl. In de 500cc-klasse bereikte hij 93,99 mph (151,3 km/h) op de vliegende kilometer, 87,35 mph (140,6 km/h) op de vliegende vijf mijlen en 82.69 mph (133,1 km/h) op de 10 mijlen met staande start.

#### Longstroke T.T. 3½ HP en 4¼ HP
In 1922 verschenen twee nieuwe modellen: de Longstroke (lange slag) 3½ HP en de 600 cc 4¼ HP eencilinders, die voornamelijk als zijspancombinatie werd verkocht. De Longstroke mat nog steeds ca. 500 cc (491 om precies te zijn), maar had een kleine boring van 77 mm en een zeer lange slag van 105,5 mm. Deze langeslagmotor zou ook voor de racers toegepast gaan worden. Alec Bennett won opnieuw de Senior TT.

#### Modellen 1 t/m 11
In 1924 werd de 8 HP uit productie genomen, waardoor Sunbeam geen tweecilinders meer in het programma had. Er verschenen enkele nieuwe modellen waaronder de eerste kopklepmotoren, maar alle modellen kregen een nieuwe typeaanduiding:
- Model 1: de voormalige 2¾ HP
- Model 2: "spaarversie" van de 2¾ HP, waarschijnlijk zonder carbidlamp
- Model 3: de voormalige 3½ HP Standard
- Model 4: 3½ HP met de 600 cc 4¼ pk motor
- Model 5: het voormalige 3½ HP Sporting Solo Sunbeam T.T. Model
- Model 6: de voormalige Longstroke T.T. 3½ HP
- Model 7: vierversnellingsversie van de 4¼ HP
- Model 8: 350 cc Standard met een kopklepmotor
- Model 9: 500 cc Standard met een kopklepmotor
- Model 10: 350 cc Sprint met kopklepmotor
- Model 11: 500 cc Sprint met kopklepmotor

Bij de nieuwe kopklepmotoren konden de tank en de bovenste framebuis eenvoudig gedemonteerd worden om het werken aan de cilinderkop te vergemakkelijken. Het frame bleef daarbij intact, omdat het nog steeds flattank machines betrof die onder de tank nog een tweede framebuis hadden. De eindaandrijving had geen oliebadkettingkast meer. De "Sprint" modellen waren door George Dance zelf ontwikkeld en hij behaalde veel successen in de sprintsport, die in de jaren twintig snel aan populariteit won. Ze hadden verlaagde frames. De wedstrijden werden echter op de openbare weg verreden, hetgeen in 1926 door de Britse regering verboden werd. In dat jaar verdwenen de Sunbeam Sprints uit het programma.

#### Imperial Chemical Industries (ICI)
Rond 1926 kwam de nieuwe eigenaar van Sunbeam, Nobel Industries Ltd., in financiële problemen. Nobel vormde in 1927 samen met Brunner Mond Ltd. het nieuwe concern ICI, waarvan Sunbeam slechts een klein onderdeeltje was. Voor dit chemische bedrijf waren motorfietsen natuurlijk een weinig interessant aspect, maar vooralsnog merkte men daar bij Sunbeam niet veel van. Het bedrijf bleef onder leiding van Sidney Bowers en F.T. Jones, maar er was uiteraard wel enige bezorgdheid. Toch kocht men in 1926 een gebouw tegenover Sunbeamland, waar een nieuw bedrijfsonderdeel verrees: Elms Works, genoemd naar het huis dat er oorspronkelijk stond, maar de fabriek heette in de volksmond Clock Works, naar de grote klok op het dak. Hier werden de service- en onderdelenafdeling ondergebracht onder leiding van Joe Dudley, maar ook de sportafdeling, de kantine en de "Social Club". In 1928 won een "Two Port" (twee uitlaatpoorten) versie van de Longstroke de GP's van Hongarije, Italië en Man. De Beurskrach van 1929 bracht echter een grote daling in de motorfietsverkopen teweeg en de Sunbeam motorfietsen waren al veel eenvoudiger geworden, met een minder goede afwerking dan in het verleden. De dalende verkoop werd opgevangen door opnieuw radiateurs te gaan produceren voor voertuigen, vliegtuigen en stationaire motoren. Deze werden het belangrijkste product van het bedrijf. In 1929 introduceerde Sunbeam eindelijk de zadeltank, die al in 1924 was uitgevonden door Howard R. Davies. Charlie Dodson won de Senior TT en Alec Bennett werd tweede. Voor het derde jaar op rij won Sunbeam de teamprijs. In november 1929 begon men ook met de productie van de Deloford opvouwbare boten, die vrij succesvol werden.

#### Model 90
In een poging steeds snellere racemotoren te bouwen, had Sunbeam al in 1925 geprobeerd OHC motoren te maken. Men kreeg de kleptiming echter niet onder controle en besloot terug te vallen op de stoterstangentechniek. Velocette en vooral Norton zouden juist enorm succesvol worden met de OHC blokken. Sunbeam schakelde Harry Weslake in om haar stoterstangenmotoren sneller te maken. Hij ontdekte de meest efficiënte gasstroom voor deze motoren, en paste die onder andere toe op de Sunbeam Model 90 motor. Het Model 90 was een 500 cc wegracer en werd tot 1933 gemaakt. Charlie Dodson won er in 1929 de TT van Man mee.

### Jaren dertig
In 1930 werd Sidney Bowers ernstig ziek, en hij werd al op 26 januari vervangen door accountant Graham Bellingham. Door de beurskrach waren de verkopen gedaald, maar toch werden er nog nieuwe modellen aangekondigd. Na het vertrek van Sidney Bowers vonden er veel veranderingen plaats, ervaren werknemers deden onderzoek naar een meer efficiënt productieproces. Alle productieprocessen werden gecontroleerd en getimed. Men besloot veel onderdelen in te gaan kopen van toeleveranciers, in plaats van deze zelf te produceren. Veel machines bleken verouderd, maar ICI wilde niet investeren in Sunbeam, zodat ze niet vervangen werden.

#### 600cc Lion Longstroke en Model 10
Het Model 6, de 600 cc Longstroke 3½ HP, werd in 1930 verbeterd en voorzien van een tweede logo, de "klimmende leeuw" van ICI. Dit werd de Sunbeam Lion. Er kwam een nieuw Model 10, nadat deze naam niet langer voor sprintmotoren werd gebruikt. Dit nieuwe model was een 350 cc kopklepper met drie versnellingen. Het was een lichtgewicht spaarmodel, dat bovendien een zeer laag brandstofverbruik had. De Girdervork werd vernieuwd: de Druid vorken werden vervangen door Webbvorken met centrale veerelementen. Het Model 10 werd al in 1932 uit productie genomen.
Vanaf 1930 kregen alle modellen, met uitzondering van het Model 90, ingekochte, gelaste zadeltanks in plaats van de gesoldeerde tanks uit eigen huis. In 1931 werden de prijzen verlaagd en ook de productiekosten moesten omlaag. Sunbeam motorfietsen werden ingezet in trialwedstrijden, die toen nog vaak het karakter van een betrouwbaarheidsrit hadden, maar wegraces werden te duur. George Dance verliet het bedrijf en ging naar Diamond Motors, eveneens in Wolverhampton. Later hield hij zich bezig met landbouw.
In 1932 werden slechts beperkte wijzigingen aan de modellen uitgevoerd, waaronder de uitwisselbare wielen bij alle modellen en vierversnellingsbakken. Om kosten te besparen kreeg de Lion een afneembare cilinderkop en het dure, handgemaakte Model 90 werd nog slechts in kleine aantallen (waarschijnlijk alleen op bestelling) gebouwd. Het Model 10 ging uit productie en het "oude" 350 cc Model 8 werd opnieuw uitgebracht.

#### Model 9A
In 1932 verscheen ook de 600cc-versie van het Model 9, het Model 9A. Deze machine was special gebouwd voor sportief zijspangebruik. Zowel het Model 9 als het Model 9A werden juist wat luxer gemaakt, met een nieuwe voorvork, verbeterde voorremmen en een Smiths klokje en een oliedrukmeter in een paneeltje dat op de tank was aangebracht. De kleppen van deze modellen werden ingesloten en gesmeerd met een uitwendige olieleiding vanaf de oliepomp.
Chef-ontwerper John Greenwood ging in 1934 met pensioen. In de jaren dertig vielen de verkoopaantallen van de motorfietsen steeds verder terug, maar die van de fietsen verdubbelden, waardoor er steeds meer aandacht naar de fietsproductie ging. Ook de productie van radiateurs werd uitgebreid en het machinepark gemoderniseerd. Hiervoor werden zelfs nieuwe fabrieksgebouwen neergezet. Sunbeam motorfietsen werden steeds minder belangrijk voor het bedrijf.

#### Model 14
Het Model 14 was een 250 cc kopklepper die ook wel 250 "Longstroke" (boring x slag bedroegen 59 x 90 mm) werd genoemd en in 1933 werd geïntroduceerd. In 1935 was het model even uit de catalogus verdwenen, toen een nieuw 250cc-model (de "Little 95") met een heel andere motorconfiguratie (64 x 70mm) verscheen. Toen dit geen succes werd kwam de Longstroke opnieuw in productie en bleef tot 1938. Het Model 14 had een Burman versnellingsbak.

#### Model 16
In 1934 werd het nieuwe "High Camshaft" Model 16 geïntroduceerd. Dit 249cc-model was ontworpen door George Stephenson en was het eerste met een bovenliggende nokkenas en een dubbel wiegframe. Er was een Burman versnellingsbak toegepast. Dit model kon niet concurreren met andere merken en verdween binnen het jaar.

#### Model 95, Little 95, 500 cc Lion Longstroke
In 1934 leverde Sunbeam het 500 cc Model 95, het 246 cc Model "Little 95" en 500- en 600 cc Lion Longstroke machines, de 250 cc Longstroke en het Model 8. In 1935 was de catalogus identiek, maar de prijzen waren weer verlaagd. De fiets- én de motorfietsproductie raakten steeds verder in het slop en ICI keek uit naar een koper voor de tweewielersectie van Sunbeam. De fabrieksgebouwen wilden men echter wel behouden. Er was eigenlijk niet veel te verkopen: de productielijnen waren er niet, slechts verouderde machines waar nog veel handwerk aan werd gedaan en baanbrekende motorfietsmodellen had Sunbeam ook niet te bieden. Sunbeam produceerde meestal slechts 35 motorfietsen per week, en 2000 tot 3000 fietsen per jaar. Ook de vervangingsonderdelen van Sunbeam motorfietsen werden nog handgemaakt of aangepast, waardoor boorgaten soms weer gevuld of opnieuw geboord moesten worden. In 1936 werden alle motorfietsmodellen wel nog voorzien van dubbele wiegframes en grotere, verbeterde trommelremmen.

#### Associated Motor Cycles
Walter Liff, bedrijfssecretaris van Sunbeam, wist helemaal niets van de plannen van ICI om het merk Sunbeam in de verkoop te doen. Hij bood George Rowley een baan als verkoopmanager en coureur aan. Rowley werkte echter voor AJS, dat in 1931 was overgenomen door de gebroeders Collier, eigenaren van het merk Matchless. AJS en Matchless vormden inmiddels "Amalgamated Motor Cycles" (AMC). Met Rowley haalde hij het "Paard van Troje" binnen: Rowley keek goed rond in het bedrijf en bracht rapport uit aan AMC in Woolwich. Daarop kreeg hij te horen dat AMC op het punt stond Sunbeam over te nemen, waarop hij haastig meldde dat hij de baan niet kon aannemen. Op dat moment nog een tegenvaller voor Liff, die zelfs de pers al had geïnformeerd over de komst van Rowley. In Augustus 1937 vond de overname plaats. George Rowley verscheen met de AMC directeur, de productie-ingenieur en de chef van de spuiterij. Ze schrokken van wat ze aantroffen: de machines waren zo verouderd en versleten dat ze totaal onbruikbaar waren. Men besloot de hele productie over te plaatsen naar Woolwich. AMC kocht feitelijk vooral de goede naam, de bouwtekeningen en het dealernetwerk van Sunbeam. Men vormde twee nieuwe bedrijven: Sunbeam Bicycles Ltd en Sunbeam Motor Cycles Ltd. Na de overname van Sunbeam veranderde de naam van AMC in "Associated Motor Cycles". Het personeel bleef in Wolverhampton, en werd door ICI ingezet bij de grootschalige productie van radiateurs.

#### Model B24 "High Camshaft"
Onder regie van Associated Motor Cycles werden vanaf 1938 een aantal nieuwe Sunbeam modellen met bovenliggende nokkenassen op de markt gebracht. AMC had een aantal nieuwe motorblokken van 250 tot 600 cc ontwikkeld die allemaal kopkleppen met haarspeldveren hadden. Omdat de cilinders heel diep in het carter verzonken waren, hadden ze heel typische, grote distributiedeksels. De machines, die ook verbeterde frames met plunjervering en zeer goede remmen hadden, werden goed ontvangen, met name in de motorpers. Door het uitbreken van de Tweede Wereldoorlog had AMC de productielijnen nodig voor de Matchless G3 legermachines. Die productielijnen zouden nooit meer gebruikt worden voor Sunbeam motorfietsen, de BSA groep zou het merk overnemen en de laatste "echte" Sunbeams, de S7 en S8 modellen, zouden in Redditch gemaakt worden. De 350 cc B24 had een Burman vierversnellingsbak.

### Jaren veertig

#### BSA-groep
AMC was vooral geïnteresseerd in de naam "Sunbeam" en de expertise op het gebied van fietsen. Er werden sporadisch nog wel Sunbeam motorfietsen bij AMC geproduceerd, maar in de meeste gevallen betrof het hier badge-engineered modellen die ook als Matchless of AJS verkocht werden. In 1943 werd de naam Sunbeam doorverkocht aan de BSA groep. Hier werden de laatste Sunbeam fietsonderdelen aangevuld met BSA fietsonderdelen opgemaakt. Vanaf 1949 werd de naam "Sunbeam" weer voor de AMC fietsen gebruikt. Ze werden gebouwd door de werknemers in Birmingham die anders overtollig zouden worden nadat de BSA autoproductie was beëindigd.

#### S7
Na 1945 werden onder de naam Sunbeam alleen nog langsgeplaatste 498cc-paralleltwin motorfietsen, die door voormalig P&P-chef Ealing Poppe ontwikkeld waren, gebouwd. Deze zware modellen, gebaseerd op buitgemaakte tekeningen van de BMW R 75, werden in Redditch geproduceerd. Het eerste model, de S7, kwam in 1946 op de markt. Vooral de cardanaandrijving van de BMW was voor Britse merken een noviteit. De S7 werd geproduceerd van 1946 tot 1948. De paralleltwin werd toegepast omdat BSA niet wilde dat de machine met een eventuele boxermotor "te Duits" zou worden. De plaatsing in de lengterichting was nodig voor de cardanaandrijving. De machine kreeg een enkele bovenliggende nokkenas. Ze leden onder serieuze vibratieproblemen en een zending voor Zuid-Afrika werd zelfs teruggeroepen. Door silent blocks toe te passen werden de trillingsproblemen grotendeels opgelost. Een tweede probleem was de toepassing van een wormwiel overbrenging van de cardanas. BMW had, net als vrijwel alle bedrijven die cardanaandrijving gebruikten, kegeltandwielen gebruikt. De wormwielaandrijving sleet ernstig onder het geleverde vermogen van de motor. Dit werd door Sunbeam opgelost door het vermogen terug te brengen tot 24 pk, waardoor de verkoop bepaald niet verbeterde.

### Jaren vijftig

#### S7 De Luxe en S8
In 1949 werd de S7 verbeterd en kwam op de markt als S7 De Luxe en S8. Bij beide machines waren de cilindervoeringen gewijzigd, net als de frames en de capaciteit van de oliepomp. De S8 werd als sportmotor verkocht en had dankzij een hogere compressieverhouding ook wat meer vermogen. De topsnelheid van de S8 bedroeg 137 km/h. De S8 had ook een gewijzigde telescoopvork en vooral dunnere, minder lomp uitziende velgen en banden. Er waren nog plannen voor nieuwe modellen, de S9 en S10, die nooit in productie kwamen. Ook zou er een nog sportiever sportmodel komen, met een andere nokkenas en nog meer vermogen, maar ook dat ging niet door. Als laatste werden proeven genomen met een ongeveerd "spaarmodel" dat nooit in productie ging. De BSA groep concentreerde zich op de dwarsgeplaatste staande twins van BSA en Triumph. Van de S7 waren 2.104 stuks geproduceerd, van de S7 De Luxe 5.554 en van de S8 8.530.

#### Sunbeam Dandy scooter
In de jaren vijftig had de BSA groep een groot aantal Britse fiets- en motorfietsbedrijven in haar bezit: Ariel, BSA, New Hudson, Sunbeam en Triumph. In tegenstelling tot Associated Motor Cycles (AJS, Francis-Barnett, Indian, James, Matchless en Norton) bleven de BSA merken grotendeels hun eigen "gezicht" houden. Eind jaren vijftig verscheen de 70 cc-Sunbeam Dandy scooter, die ook als BSA Dandy werd verkocht.

#### BSA Sunbeam scooter
Edward Turner, directeur en constructeur van het merk Triumph, had de Triumph Tigress scooter ontworpen. Deze werd ook als "BSA Sunbeam" op de markt gebracht. In 1958 werd de scooter gepresenteerd. De productie startte eind 1959, maar de levering liet op zich wachten omdat BSA weliswaar voldoende productiecapaciteit, maar te weinig personeel had. Door de levering onder twee merknamen konden ook twee dealernetwerken gebruikt worden. Tussen de Triumph en de BSA Sunbeam bestonden alleen verschillen in kleur. Beide scooters konden worden geleverd met een nieuwe 250 cc tweecilinderviertaktmotor of een 175 cc tweetaktmotor die was ontwikkeld uit het blokje van de BSA Bantam. De machines hadden kettingaandrijving in een oliebadkast, vier versnellingen en een aantal had ook een startmotor. De 250cc-versie verkocht niet slecht, maar was duur in onderhoud. In 1964 werd de viertakt uit productie genomen, in 1965 ook de tweetakt, waarmee de merknaam "Sunbeam" voorgoed van de tweewielermarkt verdween.

## Fiscaal vermogen
De Britten gaven bij hun type aanduidingen vaak het vermogen op, zoals bij de modellen 2¼ HP, 3½ HP, 4¼ HP, 6 HP en 8 HP. De 3½ HP bleef in productie van 1913 tot 1928. Het is natuurlijk niet logisch dat deze 500cc-motor in 16 jaar tijd zó weinig ontwikkeling doormaakte, dat het vermogen al die tijd slechts 3½pk bleef. De Britten betaalden wegenbelasting afhankelijk van het vermogen van hun voertuig. De Britse Royal Automobile Club had al in 1910 een belastingtarief berekend, gebaseerd op de boring en het aantal cilinders van een motor. Deze berekening leverde een "fiscaal vermogen" op, maar van deze berekening klopte na verloop van tijd niets meer door de voortschrijdende techniek én het feit dat de slag niet in de berekening was meegenomen. Daardoor was de cilinderinhoud niet bekend en kon men, door de slag maar lang genoeg te maken, een grote motor produceren met een zeer laag fiscaal vermogen. Ook de technische ontwikkelingen, die het mogelijk maakten steeds meer vermogen uit dezelfde cilinderinhoud te halen, telden niet mee.

## Trivia
- In 1889, het jaar van zijn zilveren bruiloft, werd John Marston burgemeester van Wolverhampton. Tijdens zijn burgemeesterschap (1889-1890) werkte hij nauw samen met o.a. het "Sewerage Committee" en het "Waterworks Committee" om de watervoorziening en de riolering te verbeteren. Er werd ook een elektriciteitscentrale gebouwd.
- Sunbeam-constructeur en coureur George Dance was de bedenker van de Dance knee grips
- De Sunbeam 350cc-eencilinder uit 1912 had de bijnaam Little Oil Bath. Net als bij de fietsen die door dit bedrijf gemaakt werden liep de ketting in een gesloten kettingkast.
- De naam van het merk Moonbeam was afgeleid van "Sunbeam"
- Sunbeam eencilinders hadden de bijnaam "Rolls Royce of Singles" (Rolls Royce onder de eencilinders). "Rolls Royce of Motorcycles" was toebedeeld aan Brough Superior
- Charles Marston, de oprichter van het merk Villiers was de oudste zoon van John Marston
- Chef-ontwerper John Greenwood had de bijnaam "Cherry" (kers), vanwege zijn rode neus.